# 同老乡
同老乡，是中华人民共和国广西壮族自治区百色市平果市下辖的一个乡镇级行政单位。

## 行政区划
同老乡下辖以下地区：
寿安村、那录村、那午村、五柳村、同老村、平孟村、紫楼村、池塘村和享利村。